# Левитский, Николай Васильевич
Никола́й Васи́льевич Леви́тский (25 марта (7 апреля) 1859 — 1 декабря 1936, Киев) — украинский кооператор, публицист, государственный и общественный деятель.

## Биография
Отец — священник в Херсонской губернии.
Учился в Московском, а потом в Харьковском университете на юридическом факультете. В годы учебы участвовал в кружке украинофилов.
По окончании университетского курса сотрудничал в газетах, был секретарем уездной земской управы, позже стал заниматься адвокатурой.
В 1890-х годах задался мыслью применить к крестьянскому хозяйству артельную форму.
В 1894 г. возникла первая устроенная им земледельческая артель. В 1895 г. Левитский был выработан нормальный артельный договор. Первоначально земледельческие артели привлекли к себе внимание местных деятелей, сочувствовавших артельному движению среди крестьян. Возникновению крестьянских артелей было оказано содействие ссудой денег из собранных для этой цели сумм на покупку для артелей живого и мертвого инвентаря.
В короткое время возникло свыше 100 земледельческих артелей, но все они, просуществовав недолго, скоро распались. Сравнительно больший успех имела деятельность Левитского по организации артелей в городах среди ремесленников.
После революции занимался преподавательской деятельностью.
Скончался 1 декабря 1936 года в Киеве. Похоронен на Байковом кладбище.